# Gare de Bad-Ragaz
La gare de Bad-Ragaz (en allemand Bad Ragaz) est une gare ferroviaire suisse de la ligne de Sargans à Coire, située à proximité du centre de la ville de Bad Ragaz, circonscription électorale de Sarganserland dans le canton de Saint-Gall.

## Situation ferroviaire
Établie à 502 mètres d'altitude, la gare de Bad-Ragaz est située au point kilométrique (PK) 5,74 de la ligne de Sargans à Coire (no 905), entre les gares de Sargans et de Maienfeld.

## Service des voyageurs

### Accueil
Gare CFF, elle dispose d'un bâtiment voyageurs, avec guichets et salle d'attente, ouvert tous les jours. On y trouve notamment, une agence de voyages CFF et une consignes à bagages. C'est une gare accessible aux personnes à la mobilité réduite.

### Desserte
Bad-Ragaz est une gare voyageurs du Réseau express régional saint-gallois (RER/S-Bahn), desservie par des trains de la ligne S12 :  Sargans - Coire et par le REX : Wil - Coire.

### Intermodalité
Un parc pour les vélos et un parking pour les véhicules y sont aménagés.